# セルフうどん

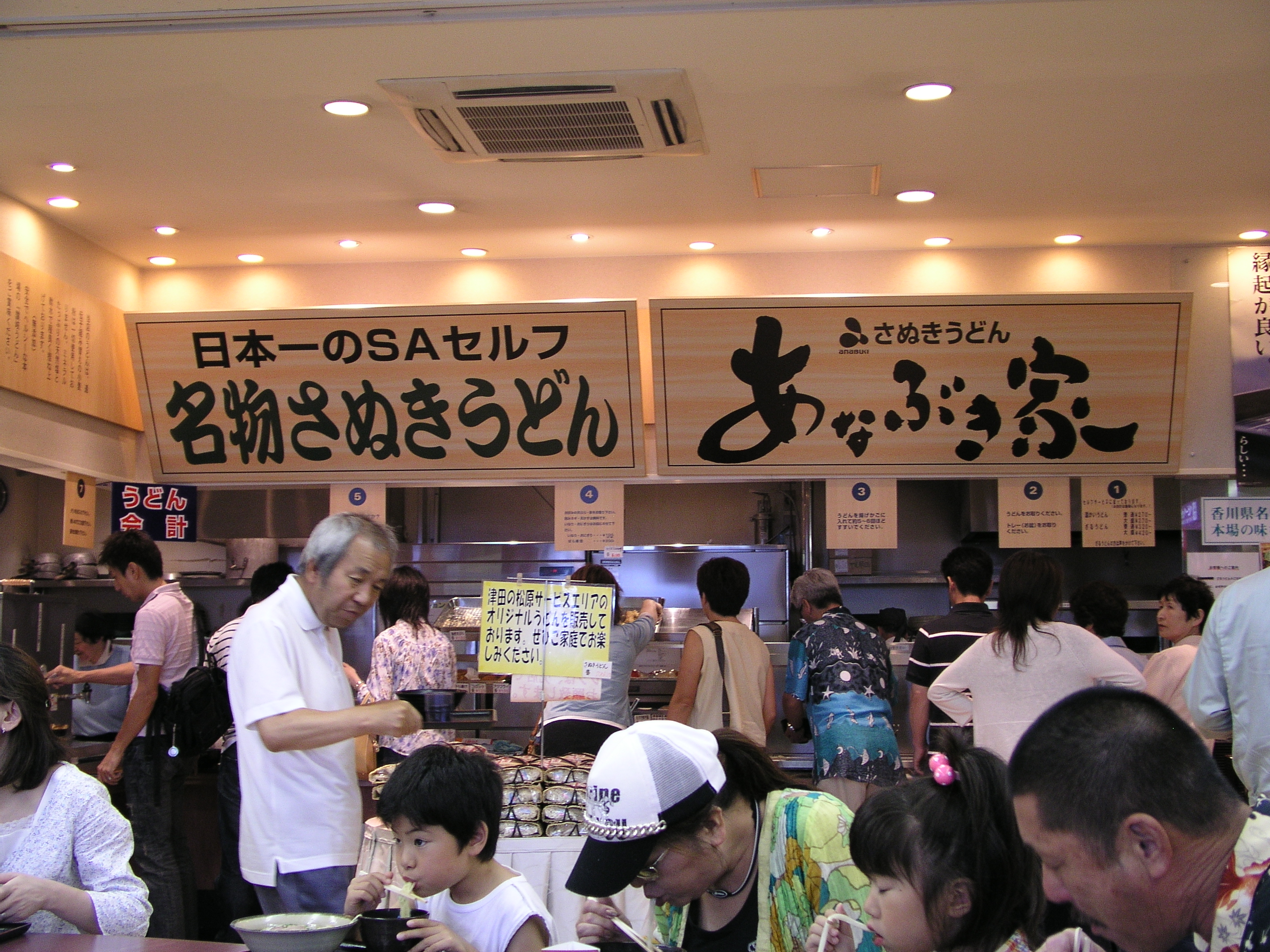
津田の松原サービスエリアのセルフ讃岐うどんコーナー

セルフうどんまたはセルフ式うどんは、セルフサービス方式で食事を提供するうどん店。客が自らでうどんの受け取り・配膳、および食後の食器の返却を行う。

## 店内のシステム
基本は麺の「玉」の数、もしくは「大・中・小」などの量を選び、自分または店員が適宜湯通しを行う。具（天ぷら・きつね・とろろ昆布・天かす・揚げ玉・その他）や薬味（ネギ・ショウガ・ゴマなど）を選択する。出汁（スープ）や調味料をかけ、出来上がる。
通常は麺の数量によって価格が変化するが、店によっては玉数や量の大小に関係なく一律同価格に設定している場合もある。また、揚げ物・おにぎり・いなり寿司・飯などのサイドメニューを用意している店もある。

## 歴史

### 発祥
セルフうどんの発祥は、登場時期が早い香川県においても複数の説があるなど、不詳である。うどん専門店としては1960年代中頃に香川県に現れ、県内および隣接地域（徳島県・愛媛県など）に広まっていった。1970年代中頃には岡山県に現れ、県内に普及した。長らく、このようなセルフうどん店はそれらの地域独特の業態だった。

### 各地の歴史
香川県
1966年に「うどんの専門店です・四国」（丸亀市）が開店し、当時はかけうどん1杯20円で提供された。また、1968年に高松市で最初のセルフ方式のうどん専門店とされる「竹清」が開店した。1970年代初めにはセルフうどん店が増え、労働者の昼食として人気を博していた。この頃、県内高校の学食においても生徒が「てぼ」（鉄砲ざる）を使って麺を湯がくという、セルフ方式が見られるようになった。
岡山県
1976年に開店した「手打ちうどん名玄」（岡山市中区）が、岡山県で最初のセルフ方式のうどん専門店とされる。うどん1杯100円で提供するために開業時からセルフ方式を導入し、その後、5年で県内のセルフうどん店が50数店舗に増えるほど普及したという。
徳島県
1977年に「とば作」（小松島市）が開店した。香川のセルフうどん店から着想を得て、当時は徳島県になかったセルフ方式を導入し、県内に定着させた。

### 全国への普及
2002年頃から外食産業の大手企業の参入により、セルフうどん（讃岐うどんのセルフ店）のチェーン店が短期間に急増した。背景として「外食デフレ」の時代に合致した低価格路線の商材であったことや、スターバックスやドトールコーヒーショップなどセルフ方式を導入したコーヒーショップの普及によって飲食店におけるセルフ方式の懸念が払拭されたことのほか、B級グルメブームが挙げられている。さぬきうどん振興協議会によると、香川県外資本の讃岐うどん店チェーンは2012年時点で少なくとも13に上る。これらのチェーン店では、従来の標準的なセルフうどん店よりも手順が少なく、初めての客でも戸惑わないよう工夫がされている。この形態を元のセルフうどんと区別して「セミセルフうどん」と呼ぶこともある。
2000年代後期以降には、デフレの影響もあって売り上げも店舗数も右肩上がりの状態が続いており、新たなファストフードの一形態として認知され、普及かつ定着している。

## 主なチェーン店

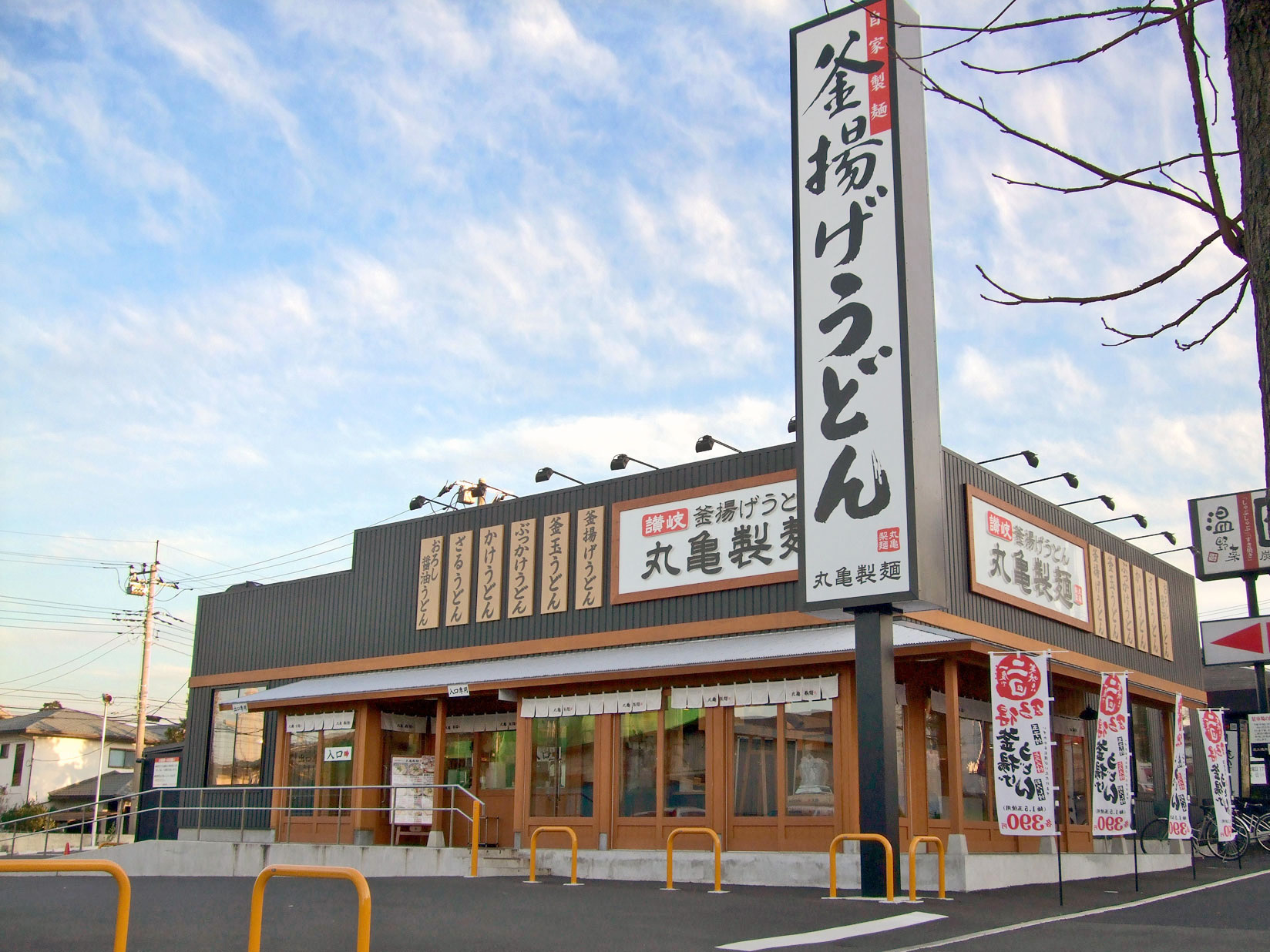
丸亀製麺 松戸二十世紀が丘店

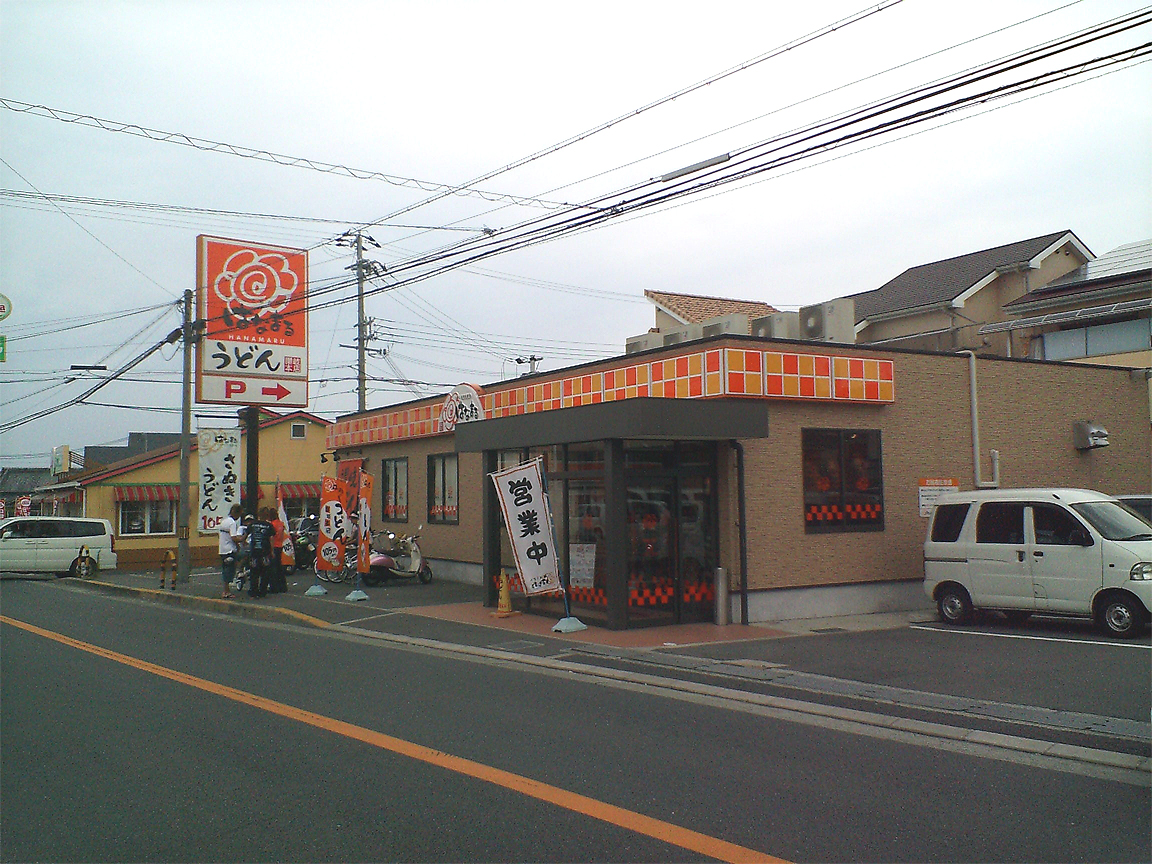
はなまるうどん和泉中央店

- 丸亀製麺（トリドールホールディングス系列、2010年8月現在、店舗数業界第1位。全都道府県に展開、2000年開業）
- はなまるうどん（吉野家ホールディングス系列、2010年8月現在、店舗数業界第2位。西九州・東九州を除く43都道府県に展開、2000年開業）
- どんどん庵（サガミホールディングス系列、東海地方に展開、1978年開業）
- 瀬戸うどん（ゼンショー系列）
- たもん庵（ゼンショー系列）
- 製麺大学（サガミホールディングス系列）
- めりけんや（JR四国系列、1996年開業）
- 讃岐製麺（ライフフーズ系列）
- 讃岐製麺　麦まる（グルメ杵屋系列）
- 香の川製麺（フレンドリー系列）
- つるまる（フジオフードシステム系列）
- 楽釜製麺所（三光マーケティングフーズ系列）
- 伊予製麺（阪南理美容系列）
- 琴平製麺所（クレバ系列。阪奈地区に展開）
- 金比羅製麺（太鼓亭系列）
- むらさき
- ふるさと
- 四代目横井製麺所
- 大介うどん